# Marbach (Herbertingen)
Marbach is een plaats in de Duitse gemeente Herbertingen, deelstaat Baden-Württemberg, en telt 559 inwoners.